# Sutelansaari (ö i Södra Savolax)
Sutelansaari är en ö i Finland. Den ligger i sjön Haukivesi och i kommunen Jorois i den ekonomiska regionen  Pieksämäki ekonomiska region  och landskapet Södra Savolax, i den sydöstra delen av landet, 280 km nordost om huvudstaden Helsingfors. Öns största längd är 2,1 kilometer i sydöst-nordvästlig riktning.